# Râul Provița
Râul Provița este un curs de apă, afluent al râului Cricovul Dulce. 

## Hărți
- Harta județului Prahova